# ツーク
ツーク（Zug）は、スイスのツーク州の基礎自治体 ( アインヴォーナーゲマインデ)で、同州の州都。1900年の人口は6,508人であったのが、2015年現在2万9256人を数える。住民のほとんどはローマ・カトリック教徒である。ドイツ語圏である。
税率が低いことから、数多くの多国籍企業の本部がある。

## 地理
ツーク山（de:Zugerberg）の麓、ツーク湖の北東の端に位置する。ツーク山の山裾では果樹栽培が行われている。チューリッヒとルツェルンの中間にあたる。

## 歴史
1240年の記録に、ツークに関する初めての記述がある。1242年にはオッピドゥム、1255年にはカストルムと呼ばれていた。1273年に神聖ローマ皇帝のルドルフ1世は、キーブルクの女子相続人で、ハプスブルク家の分家の当主であったエーベルハルトの妻アンナからツークを購入した。

## 名物
町の名前がついたツガー・キルシュトルテ（Zuger Kirschtorte）というレイヤーケーキがある。ナッツ入りのメレンゲ生地とスポンジ生地をキルシュワッサー（さくらんぼのブランデー）入りのバタークリームで重ね、アーモンドで飾ったもの。当地の菓子職人Heinrich Höhnが1921年に考案し、数々の賞を得て有名になった。オリジナルはTreichler社が引き継いでいるが、各菓子店が思い思いのものを出している。　

## 伝説
「湖に沈んだ町」という伝説が残っている。湖の妖精が人間に恋をして結婚し、海底で暮らしはじめるが、夫が故郷を懐かしむ姿を見て気の毒に思い、魔法で町全体を沈ませてしまう。今でも湖の底から教会の音が聞こえたり、湖の底に暮らす人々が見えたりするという言い伝えがある（スイスの伝説より）。